# Litke Deep
Litke Deep é uma fossa marinha e é o ponto de maior profundidade no oceano Ártico, possui 5,450 metros (17,881 pés) e está localizada na bacia Eurásia, uma imensa concavidade a nordeste da Groelândia. 